# 우솝
본 문서의 이해를 돕기 위한 비자유 그림이 있습니다. 
링크의 파일을 직접 올려 주세요
우솝(Usopp, ウソップ)은 일본 만화 및 애니메이션 《원피스》(ONE PIECE)에 나오는 등장인물이다.

## 소개
몽키 D. 루피가 시롭 마을을 습격하는 크로 일당을 물리쳐 준데부터 인연이 시작되었다. 거짓말쟁이 우솝이라고도 불린다. 그가 거짓말을 하게 된 계기에는 우솝의 어머니의 죽음과 연관되어 있으며, 우솝의 아버지는 샹크스가 선장인 붉은머리 해적단의 저격수 야솝이다. 다른 이름으로는 저격왕으로 불린다. 나미에게 크리마 택트를 만들어 주었으며, 프랑키가 조선공으로 합류하기 전까지는 고잉메리호의 수리도 담당했다. 현상금은 3000만 베리이지만 밀짚모자 해적단 중 유일하게 가면을 쓰고 있었기에 저격왕(SOGEKING)이라는 이름으로 따로 현상수배자가 되었다. 그러나 루피와 쵸파를 제외한 동료들은 저격왕의 정체가 우솝인 것을 알고있다. 2년후 현재 드레스로자 전투 이후 '갓 우솝'이라는 새로운 별명과 함께 2억 베리로 오른다.

## 외모
1. 엄청나게 긴 코가 트레이드마크
2. 흑발에 파마머리이다.
3. 두꺼운 입술
4. 동그란 눈, 아주 조금 속눈썹이 나옴
5. 전에 보잉 열도에서 많이 먹고 살이 쪘지만, 2년 동안 몸을 단련해서 체격이 좋아졌다. (2년후의 모습)
6. 턱에 수염이 생겼다. (2년후의 모습)

## 능력
우솝의 무기는 아버지의 피를 진하게 물려받은 영향인 저격술. 그 실력은 비록 새총을 쓰고 있지만 절대 무시 못할 가공할 위력을 지녔다. 오히려 새총이므로 다양한 탄을 쏘는 게 가능하다. 그리고 발명도 하기 때문에 우솝은 주로 자신이 만든 장치나 무기, 부비 트랩을 이용해 싸우는 지구전을 즐긴다. 그리고 우솝의 또다른 능력이자 무기 아닌 무기인 '거짓말'. 가끔 이 거짓말이 잘 통할 때가 있어 페이스 배분을 하면서 상황에 맞게 사용하는 경우도 있다. 저격왕으로 변장하기 전까지는 아주 작은 소형 새총을 썼지만 현재는 자신이 새로 개발한 강력한 대형 새총 <투구>를 이용해 전투원으로서도 확실히 자리매김하는 중이다. 투구는 탄에 회전을 주어 변화구를 쏠 수 있고 하늘섬에서 가져온 임펙트 다이얼을 달아 충격을 주어 멀리 날라가게 할 수 있다
바솔로뮤 쿠마로 인해 보잉 열도로 떨어졌지만, 그곳에 사는 헤라클레슨에게 『팝그린』에 대한 것과 몸과 마음을 단련시켰다.(그리고 새로운 무기 검은 투구로 계량했다.)

## 기술

### 새총
<>안의 기술은 <투구>로 무기를 바꾼 후 이름이 바뀐 것
- 납성(蠟星) <메탈릭 스타> : 납 총알을 날린다.

1. . 육연복성(六連輹星) : 납 총알 6개를 연속으로 날린다.

- 화약성(火藥星) <건 파우더 스타> : 붉은 총알을 날린다, 이 총알을 맞으면 총알 속의 탄약이 폭발해 불길에 휩싸이게 된다.

1. . 롤링 화약성 : 텀블링을 하면서 변칙적으로 화약성을 날리는 기술
2. . 3연속 화약성 : 화약성을 3번 연속으로 날려 대 폭발을 일으키는 기술
3. . 화약성성(火藥星星) : 화약성 2개 분의 위력을 지닌 개량형 탄을 날리는 기술

- 화염성(火炎星) : 화약성의 업그레이드판 기술, 하지만 너무 위력이 강해 근거리에서 쏘면 우솝까지 말려들 수 있다.

1. . 화조성(火鳥星) <파이어 버드 스타> : 화염성의 불길을 불사조 형태로 변형시켜 비행하면서 목표를 맞추는 대공형 기술

- 연막성(燃幕星) <스모그 스타> : 아주 짙은 스모그를 담은 탄을 날려 엄청난 연막을 일으키는 기술, 주로 눈속임이나 도망용으로 자주 쓰인다.

1. . 초연막성(超燃幕星) : 연막성의 강화판 기술, 몇 배 더 짙고 풍성한 연막을 생성한다.

- 붉은뱀 성(赤蛇星) : 하늘에 붉은 뱀 형태의 폭죽을 쏘아 올려, 자신이 어디 있는지를 알리는 기술
- 케첩 성(Ketchup 星) : 케첩이 담긴 탄을 날려, 맞은 순간 케첩 범벅이 되게 하는 기술
- 타바스코 성(Tabasco 星) : 엄청나게 매운 타바스코 소스가 들어있는 탄을 날리는 기술, 화약이라고 속이고 Mr.5에게 먹였다가 효과를 톡톡히 보았다.
- 계란성(鷄卵星) : 계란을 총알로 써 날리는 기술, 신선한 보통 계란과 썩은 계란의 두 종류가 있다. 썩은 계란은 지독한 냄새로 코를 찌르게 하고 신선한 계란은 동물의 주의를 끌 때 사용된다
- 수면성(睡眠星) : 수면가루가 든 총알을 날리는 기술
- 작렬. 선인장 성(炸列. 仙人掌星) : 그냥 보기엔 보통 총알 같지만 총알이 상대에게 접근해 터지는 순간, 안에서 무수히 많은 가시수리검들이 뿜어져 나온다.
- 수리검 유성군(手裏劍 流星群) : 수리검을 탄환으로 써 날리는 기술
- 소금성(鹽星) <솔트 스타> : 아주 짠 소금이 든 탄환을 상대에게 날려, 빈틈을 유도하는 기술 (스릴러 바크에서 좀비들(소금이 약점)에게 사용)
- 호랑나비 유성(虎浪蝶 流星) : 노란색의 탄을 날리는 기술, 이때 탄이 날아가는 순간이 마치 호랑나비의 모습과 흡사해 붙여진 이름
- 사마귀 유성(螳螂 流星) : 아주 날카로운 기류를 머금은 탄을 날리는 기술
- 아틀라스 혜성(Atlas 暳星) : 4개의 탄환을 장수풍뎅이의 뿔 형태처럼 회전을 가해 날리는 기술
- 끈끈이 성(接着 星) : 우솝이 특대 화염성이라고 속이고 페로나에게 날린, 아주 강력한 끈끈이 성질이 있는 탄
- 검은빛 성(黑光星) → 바퀴벌레 성 : 검은색의 커다란 탄을 상대에게 쏜다, 그 후 검은 탄이 찢어지면서 그 안에 있던 수많은 장난감 바퀴벌레들이 상대를 습격한다.
- 필살! 원거리 - 배그웜(도롱이 벌레)(Bagworm) : 겹겹이 감싼 나뭇잎들을 라플레시아에 넣고 탄을 쏜다. 탄은 여러 번의 폭발로 경로를 바꾸면서 적에게 날아간다.

### 다이얼(貝)
본래 다이얼은 하늘 섬에서 쓰던, 여러 가지 기능을 갖춘 만능 조개의 총칭으로 하늘 섬에서 내려올 때 기념품으로 우솝이 고무줄이랑 바꿔 왔다. 퍼펙트 크리마 택트 제조에도 쓰였던 그거다.
- 브레스 다이얼(風 貝)[6] : 바람을 저장/방출 가능한 다이얼
- 플래시 다이얼(閃光 貝) : 순간적으로 빛을 저장/방출 가능한 다이얼
- 톤 다이얼(聲 貝) : 목소리를 저장/방출 가능한 다이얼
- 임팩트 다이얼(衝激 貝) : 충격을 저장/방출 가능한 다이얼

### 그 외의 기술 및 연계기
- 우솝쵸 해머 혜성[7]: 쵸파의 거대해진 뿔을 새총 삼아 위력을 높인 망치 탄환을 날리는 기술.
- 슈퍼 사이즈 화조성 : 화조성의 특대판, 프랑키가 내뿜은 기름에 화조성을 날려 위력을 높였다.
- 철인 혜성 : 대형 새총 장치인 <사슴벌레>를 이용해 프랑키를 탄환 삼아 날려 공격하는 기술
- 우솝 고무줄 : 고무줄을 날리는 우솝 최강의 허접한 기술
- 우솝 해머 : 품에 가지고 다니는 망치로 상대를 때리는 기술
- 우솝 파운드 : 엄청나게 큰 5t짜리 망치를 상대에게 가격하는 기술........ 이 아니라 5t처럼 보이는 프라이팬 조합 장치로 상대를 겁주는 기술.
- 화약성의 춤 : 화약성을 연속적으로 쏘는 기술, 하늘섬에서 자이언트 잭을 쓰러뜨리기 위해 사용했으나 효과는 없었다.
- 우솝 주문 : "모든 이 사이에 면도칼이 꼈다"로 시작하는 주문. 그 정체는 굉장히 괴로운 상황을 상상하게 만드는 것. 루피와 싸울 때 썼던 주문. 쵸파가 주문을 듣고 놀랐다.
- 우솝 스펠 : 속임수를 쓰는 기술
- 우솝 노이즈 : 아크릴판을 긁어 엄청나게 듣기 싫은 소리로 상대방을 공격하는 기술
- 우솝 골든 파운드 : 페로나에게 썼던 속임수, 우솝 파운드보다 5t큰 10t이지만, 우솝 파운드만도 못한 풍선이다.
- 가시밭길 지옥 : 루피와 싸울 때 썼던 기술, 루피가 점프한 후 착지하는 순간을 노려 루피의 발밑에 엄청난 수의 압정을 뿌려 공격했다.

1. . 가시밭길 지옥 버전. 2 - 나미와 같이 압정을 뿌린다.

### 팝 그린(Pop Green / 綠星)
보잉 열도에 떨어진 우솝이 헤라클레슨과 함께 몸을 단련하면서 새로운 공격 무기로 삼은 보잉 열도에서만 자라는 식물들, 이 식물들은 다른 제도의 식물에 비해 엄청난 스피드로 성장하며 통상 식물들과는 달리 굉장히 공격적이고 심지어는 식인 습성을 지닌 식물들도 존재한다. 각 식물들마다 다른 효능이 있으며 우솝은 이 식물들의 씨앗을 탄환 삼아 적을 공격한다.
- 데빌(Devil)
  - 보인 열도에서 서식하는 거대한 파리지옥, 이 식물의 씨앗을 쏘아 적을 집어삼킨다.
- 사르가소(Sargaso)
  - 보인 열도에서 서식하는 해초, 이 해초의 씨앗을 쏘아 적을 막는다.
- 라플레시아(Raplecia)
  - 보인 열도에서 서식하는 라플레시아, 이 꽃의 씨앗을 쏘아 악취를 내뿜는다.
- 대나무 재블린(Bamboo Jablin / 竹槍林)
  - 보인 열도에서 서식하는 대나무, 통상 대나무에 비해 굉장히 날카롭고 거칠며, 대나무의 씨앗을 쏘아 순간적으로 대나무가 자라나서 죽창처럼 적을 향해 공격한다.
- 해골 폭발초(骸骨 爆發草)
  - 해골 형상의 연기를 뿜으면서 폭발하는 식물, 씨앗이 착탄하면 강력한 폭발로 공격한다.
- 휴먼 드레이크(Human Drake)
  - 인간과 닮은 형상의 뿌리를 지닌 식물, 여러마리가 한 자리에 모여 머리 부분에 핀 꽃을 이용해 꽃밭처럼 의태하다가 지나가는 생물을 향해 일제히 달려들어 휘감고 포박해 그 생물을 잡아먹는다.
- 트램폴리아(Trampolia)
  - 트램폴린처럼 생긴 거대한 꽃을 지면에 설치해 그걸 밟은 적을 하늘 높이 튕겨 무방비상태로 만드는 기술.
- 임팩트 울프(Impact Wolf / 衝擊狼草)
  - 조그마한 종자를 쏘면 그 종자에서 무서운 스피드로 식물이 자라나면서 거대한 늑대 형상이 된다. 늑대의 코 비슷한 형상이 된 종자는 3m 전방으로 엄청나게 강력한 충격파를 쏜다.
- 보티 바나나(Banana Boat)
  - 보통 바나나보다 훨씬 큰 바나나로 만든 보트. 펑크 하자드에서 강을 건너기 위해 사용하였다.
- 부채초
  - 말그대로 부채처럼 생긴 식물, 더울때 부채로도 쓰이지만 노로도 사용 가능하다.
- 바쿤 그래스(Bakun Grass)[8]
  - 작은 파리지옥처럼 생긴 식물. 우솝은 이 식물을 검은 투구에 매달아 발사체로 쓰기도 한다. 물을 먹이면 그 크기가 매우 커지며 활동적으로 변한다.
- 킬러 슈팅스타 러쉬(Killer Shooting Star Rush)
  - 검은 투구에 매달은 바쿤 그래스에 물을 먹여 거대화시키고 여러 물체를 삼키게 한 뒤, 그 물체를 탄환 삼아 적에게 퍼붓는 기술.
- 플라타너스 수리검(Platanus Shuriken)
  - 보인 열도에서 서식하는 표창 모양의 잎. 통상의 잎에 비해 굉장히 날카롭다.

### 연계 기술
- 아르메 드 레르 하나 슛(Armee De l'Air Hana(Nose) Shoot)
  - 상디와의 합동 기술. 상디가 우솝의 포탄을 발차기로 날린다.(7기극장판)

- 뇌골검(雷骨劍). 가보트 봉 아방(Gavotte. Bond En Avant)
  - 나미, 우솝, 로빈, 브룩와의 합동 기술. 브룩이 검을 앞으로 뻗은 상태로 우솝의 초대형 새총 '사슴벌레(카부토)'를 사용해 포탄처럼 앞으로 발사되면서 그와 동시에 로빈의 '슬라롬 바인'으로 몸을 고속회전, 거기에다 나미가 만든 '다크 클라우드 템포'를 몸으로 통과하면서 전신에 번개를 휘감고 적에게 돌진, 속력을 실어서 적을 찔러 관통해버리는 기술. 새총으로 얻은 엄청난 스피드에 회전력, 거기다 전격까지 더해진 강력한 일격이다.

## 행적

### 유년기
최고의 저격수였던 아버지 야솝은 어느날 자신과 어머니를 두고 바다로 나가버린다. 그 후 어머니는 병져 눕게 되고 어린 우솝은 언젠가 아버지가 돌아와 반드시
가족들을 바다로 데려가주리라 믿고 '해적이 나타났다!'라고 거짓말 하며 동네를 누빈다. 어머니는 그런 우솝에게 아버지 같은 용감한 바다사나이가 되어야한다고 말한 뒤 숨을 거둔다. 어머니가 돌아가시고 혼자 남게 된 우솝은 아버지같은 용감한 바다사나이가 되고 싶다는 꿈을 갖고 동네 꼬마들의 대장이 되어 '우솝 해적단'을 결성한다.
그로부터 몇년 후, 시롭 마을에 도착한 루피를 보고 해적이란걸 알고 공격을 한다. 자신의 특기인 새총쏘기로 루피를 위협하자 루피는 우상인 샹크스가 말한 '방아쇠를 당긴이상, 목숨을 걸어라. 총은 단순히 상대를 위협하기 위한 도구가 아니다.'라는 대사를 한다. 이에 반한 우솝은 루피를 자신의 부하로 삼아 준다며 마을로 데려간다.

### 밀짚모자 해적단입단
시롭 마을에는 우솝의 친구이자 마을 최고의 부자인 '카야'가 살고 있었는데 몸이 약해 항상 우솝이 찾아가 재밌는 거짓말(?)을 해주곤 했다. 그녀의 집사로 클래하들이라는 사람이 있는데 클래하들은 사실 악명높던 크로네코 해적단의 선장인 '캡틴 크로'였던 것이었다. 카야의 재산을 노리고 일부러 집사로 들어간 것이었다. 이를 우연히 알아차린 우솝은 카야에게 클래하들이 목숨을 노린다며 도망갈 것을 설득하지만 평소 거짓말만 하던 우솝을 끝까지 믿지못하고 뺨을 때린다. 우솝은 포기하지 않고 마을 사람들에게 이 사실을 알리지만 사람들 역시 우솝을 믿어주지 않는다.
이윽고 클래하들의 지시로 모든 크로네코 해적단이 쳐들어오고 현 선장인 쟝고는 클래하들의 지시대로 카야를 죽이려 한다. 이를 본 루피 일행은 마침내 클래하들과 크로네코 해적단과 싸우게 된다.
이 사실을 뒤늦게 안 카야는 우솝에 대한 미안함으로 클래하들에게 찾아가 총을 겨눈다. 하지만 클래하들의 교묘한 수법으로 위험에 처하게 된 순간 우솝은 카야를 구해내고 자신이 위험한 상황에 처한다. 그 광경을 본 루피는 분노하여 클래하들과 마지막 싸움을 벌인다.
우여곡절끝에 크로네코 해적단과 클래하들을 소탕한 루피 해적단은 마을에서 큰 대접을 받고 카야에게 '고잉 메리호'를 받는다.
우솝은 눈물로 우솝 해적단을 해산시키고 루피에게 다시 바다에서 만날 것을 약속하며 작별하지만 루피는 '우린 이미 동료잖아?'라며 우솝을 저격수로 임명하며 동료로 받아들인다.
밀짚모자 해적단에 들어간 우솝은 알라바스타, 하늘섬 등을 함께모험하면서 비록자신은 약하지만 뛰어난 기술로 상대를 제압해가며 성장해나간다.

### 밀짚모자 해적단을 나가다
하지만 워터세븐에서 밀짚모자 해적단과 갈등을 겪었었는데 그것은 동료를 지키지못한 자신의 나약함과 항상 귀중하게 다루었던 배인 고잉메리호가 너무낡아 사망선고가되어 다른배로 바꾸어야한타는 조선공의 의견을 다른 동료들이 따랐기 때문이었다.
분함을 참지못한 우솝은 결국 밀짚모자 해적단을 나간 뒤 고잉메리호를 걸고 루피와 결투를 신청한다. 루피와의 싸움을 혼자걸어 서로에게 중상을 입히고 우솝은 패배한다. 고잉메리호를 포기함에 따라 우솝은 정식으로 밀짚모자 해적단에서 나가게된다.

### 저격왕으로서의 우솝
그러나 동료에 대한 미련이 남았는지 CP9로부터 납치당한 로빈에 대한 소식을 들었지만 이미 해적단에서 나간 지라 로빈을 구하러 가기에는 너무 어색해서 그런지 "저격왕"이라는 가상의 인물로 변장해 루피일행에 접근해 당시 세계정부직할소속인 CP9이 니코 로빈을 체포하여 에니에스 로비로 향하자 루피 일행과 힘을 합쳐 구출하는데 결정적인 역할을 한다. 너무나도 뻔한변장에 루피와 쵸파를 제외한 모든 일행들은 저격왕이 우솝이라는것을 금방 알아차린다.

### 밀짚모자 해적단에 재입단
에니에스 로비 사건 후 프랑키의 도움으로 사우전드 써니 호라는 새로운 배가 완성하게 되면서 밀짚모자 해적단은 출항을 했지만 정작 우솝은 배에타지 못했다. 그것은 우솝이 어떻게 해적단에 들어갈지 고민을 한것도 문제였지만 우솝이 어떻게 들어올지 고민하고 있다는 소식을 상디로부터 들은 루피가 우솝을 데려오려 했지만 동료인 롤로노아 조로가 이를 강하게 반대했다. 그것은 멋대로 해적단을 나간 우솝을 선장이 먼저 들어오라는 제의를 한다면 선장으로서의 위엄이 없어지고 그러한 선장의 위엄이없는 해적단은 선장의 신뢰를 잃고 반드시 붕괴되게 되어있다며 우솝의 진심을 담긴 사과 한마디가 없는한 해적단에 받아줄수 없다고 강한 의견을 내비쳤기 때문이었다.
결국 우솝은 출항하고있는 밀짚모자 해적단에게 멋대로 해적단을 나간 자신을 용서해 달라고 마음속깊이 우러난 진심을 담은 사과를 함으로써 루피가 손을 내밀고 서로 눈물을 흘리며 우솝은 다시 한 번 밀짚모자 해적단에 들어오게된다. 심지어 조로도 우솝의 사과를 정식으로 인정하고 들여보낸다

### 밀짚모자 해적단붕괴와 2년후
샤봉디 제도에서 일어난 대장 키자루와의 싸움에서 패배하여 칠무해 바솔로뮤 쿠마에 의해 '보인 열도'로 날아간 우솝은 '힘'이 필요하다는 것을
깨닫고 그 곳의 전사인 '헤라클레슨'을 스승으로 삼는다. 그리고 2년동안 단련을 해 다시 동료들과 함께 어인섬으로 진입한다.

### 드레스로자
드레스로자에서 니코 로빈, 톤타타 일족과 함께 SOP작전을 수행해 스마일 공장 지하에 있던 하비하비 열매 능력자였던 흑막 슈거를 기절시킴으로써 드레스로자의 장난감들을 다시 인간, 동물로 모두 복구 시킨다. 이로써 우솝은 사람들로부터 "갓 우솝"으로 불리게 되고 분노가 치밀어 오른 돈키호테 도플라밍고는 새장을 친 다음 다른 일당들 보다 가장 높은 별☆☆☆☆☆개 즉 5억의 현상금이 돈키호테 도플라밍고에 의해 걸리게 된다, 또, 루피와 로에게 포도를 주는척하고 장난감으로 만들려고 하는 슈거에게서 루피가 니코 로빈처럼 장난감으로 변하고 존재감이 사라지지 않도록 지켜주고자 하는 마음에서 저 멀리 떨어진 '왕의 대지(고원)'에서 견문색의 패기를 발동하여 슈거를 저격해서 다시 한번 기절시키는데 성공한다. 그리고 드레스로자 싸움 이후 드레스로자에 퀴로스, 몽키 D. 루피와 함께 동상이 세워지고, 2억의 현상금이 걸리게 된다. 드레스로자를 구한 영웅(우소랜드).

### 와노쿠니
와노쿠니에 도착한 우솝은 사황 '카이도'와 쇼군(쿠로즈미 오로치)의 정보를 얻기 위해, 현재 '우소하치'라는 이름으로 바꾸고, 와노쿠니에서 기름장수로 몰래 잡입하여 사람들한테 기름을 팔고 있다.

## 전투 상대
- 쟝고
  - 조로와 본인마을의 해적단 어린이들에게 지원을 받고 뛰어난 저격술로 쟝고를 저격했으며 카야를 지켜냄으로써 승리한다.
- 츄
  - 아론 파크서부터 마을의 논밭까지 도망만 쳤지만 그 이후 츄에게 일격을 당했으나 츄에게 기름이 든 병을 던진 뒤에 납 총알로 병을 깨트려 츄에게 기름을 묻히고 화염성을 날려 츄의 몸을 불태워 츄가 물로 가는 것을 우솝 해머로 내리침. 하지만 우솝 해머로 맞고 기절한 츄가 다시 일어서려고 하자 다시 우솝해머로 여러 번 내리치고[10] 승리.
- 모디&리치
  - 맹수 리치를 달걀성을 리치 앞으로 실수로 떨어뜨렸으나 리치를 달걀로 시선을 끌게 하였으며 메리호를 불태우려는 모디를 저격술로 승리하고 배를 탈환한다.
- Mr.4 & Miss.메리크리스마스
  - 쵸파와 함께 필살우솝쵸 해머혜성으로 승리. (우솝 파운드가 공개된 싸움)
- 사토리
  - 사토리의 맨트라와 깜짝구름에 당한다. (패배) 이후 루피와 상디가 사토리를 쓰러뜨린다.
- 갓 에넬
  - 에넬의 번개번개 열매 능력에 패배.
  - 이후, 또, 에넬의 번개번개 열매 능력에 당함.(패배)
- 프랑키 패밀리
  - 가지고 있던 2억베리를 전부 도둑맞았고, 구타를 당했다. (패배)
- 몽키 D. 루피
  - 루피의 공격을 맞고 쓰러짐. (패배)
- CP9
  - CP9에게 프랑키가 잡혀가는 것을 보고 저지하다가 함께 붙잡힘. (패배)
- 쟈브라
  - 쟈브라의 거짓말에 속아 패배. 상디와 교체함.
- 스팬담
  - 니코 로빈이 끌려갔을 때 사법의 탑에서 쏘아 명중시켰다. (승리)
- 쿠마시 & 하마 신사
  - 쿠마시는 소금으로 정화시키고, 하마 신사는 임펙트 다이얼로 승리.
- 페로나
  - 흑광성과 골든 파운드로 승리. 무엇보다 거짓말이 큰 도움이됨. 페로나의 천적은 원래 네거티브한 사람인데 우솝이 그에 해당한다.
- 마인 오즈
  - 고전을 면치 못하긴 했으나, 밀짚모자 해적단과의 협공에 의한 총력전으로 간신히 승리.
- 겟코 모리아
  - 동료들과의 요격으로 승리.
- 날치 라이더즈
  - 동료들과의 협공으로 승리.
- 파시피스타 PX-4
  - 동료들과의 요격으로 승리.
- 바솔로뮤 쿠마
  - 동료를 모두 잃고 해적단이 붕괴당함. (패배)
- 키자루
  - 키자루가 쓰러진 롤로노아 조로를 공격하려고 하는 순간 브룩과 같이 새총을 쏘며 공격하지만, 자연계 '번쩍번쩍 열매' 능력자인 키자루한테 아무 소용없었음. (비김)
- 가짜 밀짚모자 해적단(본명: 삼매설(三枚舌) 데마로 블랙)
  - 가짜 나미가 진짜 나미를 위협 했을 때 신 병기 『팝그린』으로 제압했다. (승리)
- 넵튠 & 용궁 병사들
  - 조로, 나미, 브룩과의 협공으로 제압해 버렸다. (승리)
- 호디 존스 & 신 어인 해적단
  - 도망치려다가 붙잡힘. (패배)
- 달마
  - 휴먼드레이크와 트램폴리아로 몰아붙이고 임팩트 울프로 승리.
- 시저 클라운
  - 나미랑 같이 시저의 산소없애기와 개스터네츠에 의해 의식을 잃음.(패배)
- 베이비 5 & 버팔로 & 시저 클라운
  - 베이비 5와 버팔로는 나미와의 협공으로 제압하고, 시저는 해루석 수갑으로 붙잡음. (승리)
- 트레볼
  - 찐득찐득 열매 능력자인 트레볼을 당해내지 못하고 끈끈이에 붙잡혀 패배.
- 슈거
  - 슈거에게 먹이려 했던 타타바바스코 탄을 대신 먹고, 잔뜩 일그러져 버린 우솝의 얼굴을 본 슈거는 제풀에 기절해 버린다. 목적은 달성했으므로 승리.
  - 비올라의 능력으로 루피와 로에게 접근하는 슈거를 발견하고 '왕의 고원'에서 저격하여 다시 한 번 승리.[11] 그리고 이 때 우솝은 처음으로 견문색을 발현했다.
- 울티
  - 울티의 울 두건에 한 방으로 패배.
- 쟝고
  - 조로와 본인마을의 해적단 어린이들에게 지원을 받고 뛰어난 저격술로 쟝고를 저격했으며 카야를 지켜냄으로써 승리한다.
- 츄
  - 아론 파크서부터 마을의 논밭까지 도망만 쳤지만 그 이후 츄에게 일격을 당했으나 츄에게 기름이 든 병을 던진 뒤에 납 총알로 병을 깨트려 츄에게 기름을 묻히고 화염성을 날려 츄의 몸을 불태워 츄가 물로 가는 것을 우솝 해머로 내리침. 하지만 우솝 해머로 맞고 기절한 츄가 다시 일어서려고 하자 다시 우솝해머로 여러 번 내리치고[12] 승리.
- 모디&리치
  - 맹수 리치를 달걀성을 리치 앞으로 실수로 떨어뜨렸으나 리치를 달걀로 시선을 끌게 하였으며 메리호를 불태우려는 모디를 저격술로 승리하고 배를 탈환한다.
- Mr.4 & Miss.메리크리스마스
  - 쵸파와 함께 필살우솝쵸 해머혜성으로 승리. (우솝 파운드가 공개된 싸움)
- 사토리
  - 사토리의 맨트라와 깜짝구름에 당한다. (패배) 이후 루피와 상디가 사토리를 쓰러뜨린다.
- 갓 에넬
  - 에넬의 번개번개 열매 능력에 패배.
  - 이후, 또, 에넬의 번개번개 열매 능력에 당함.(패배)
- 프랑키 패밀리
  - 가지고 있던 2억베리를 전부 도둑맞았고, 구타를 당했다. (패배)
- 몽키 D. 루피
  - 루피의 공격을 맞고 쓰러짐. (패배)
- CP9
  - CP9에게 프랑키가 잡혀가는 것을 보고 저지하다가 함께 붙잡힘. (패배)
- 쟈브라
  - 쟈브라의 거짓말에 속아 패배. 상디와 교체함.
- 스팬담
  - 니코 로빈이 끌려갔을 때 사법의 탑에서 쏘아 명중시켰다. (승리)
- 쿠마시 & 하마 신사
  - 쿠마시는 소금으로 정화시키고, 하마 신사는 임펙트 다이얼로 승리.
- 페로나
  - 흑광성과 골든 파운드로 승리. 무엇보다 거짓말이 큰 도움이됨.
- 마인 오즈
  - 고전을 면치 못하긴 했으나, 밀짚모자 해적단과의 협공에 의한 총력전으로 간신히 승리.
- 겟코 모리아
  - 동료들과의 요격으로 승리.
- 날치 라이더즈
  - 동료들과의 협공으로 승리.
- 파시피스타 PX-4
  - 동료들과의 요격으로 승리.
- 바솔로뮤 쿠마
  - 동료를 모두 잃고 해적단이 붕괴당함. (패배)
- 키자루
  - 키자루가 쓰러진 롤로노아 조로를 공격하려고 하는 순간 브룩과 같이 새총을 쏘며 공격하지만, 자연계 '번쩍번쩍 열매' 능력자인 키자루한테 아무 소용없었음. (비김)
- 가짜 밀짚모자 해적단(본명: 삼매설(三枚舌) 데마로 블랙)
  - 가짜 나미가 진짜 나미를 위협 했을 때 신 병기 『팝그린』으로 제압했다. (승리)
- 넵튠 & 용궁 병사들
  - 조로, 나미, 브룩과의 협공으로 제압해 버렸다. (승리)
- 호디 존스 & 신 어인 해적단
  - 도망치려다가 붙잡힘. (패배)
- 달마
  - 휴먼드레이크와 트램폴리아로 몰아붙이고 임팩트 울프로 승리.
- 시저 클라운
  - 나미랑 같이 시저의 산소없애기와 개스터네츠에 의해 의식을 잃음.(패배)
- 베이비 5 & 버팔로 & 시저 클라운
  - 베이비 5와 버팔로는 나미와의 협공으로 제압하고, 시저는 해루석 수갑으로 붙잡음. (승리)
- 트레볼
  - 찐득찐득 열매 능력자인 트레볼을 당해내지 못하고 끈끈이에 붙잡혀 패배.
- 슈거
  - 슈거에게 먹이려 했던 타타바바스코 탄을 대신 먹고, 잔뜩 일그러져 버린 우솝의 얼굴을 본 슈거는 제풀에 기절해 버린다. 목적은 달성했으므로 승리.
  - 비올라의 능력으로 루피와 로에게 접근하는 슈거를 발견하고 '왕의 고원'에서 저격하여 다시 한 번 승리.[13] 그리고 이 때 우솝은 처음으로 견문색을 발현했다.
- 페이지 원 & 울티
  - 페이지 원에게 '데빌 죽창림'으로 공격하는 동시에 울티의 울 두건에 한 방으로 패배.[14]
- 빈즈
  - 자신을 포함해 쵸파, 브룩과 같이 빈즈의 넝쿨넝쿨 열매 능력에 의해 3명 모두 붙잡힘.(패배)
- 바카라
  - 바카라의 럭키럭키 열매 능력에 자신을 포함해 쵸파와 브룩랑 같이 계속당하지만, 바카라가 마지막 동전을 던지는 순간 행운이 다한 바카라를 새총으로 쓰러뜨림.(승리)

## 예상&연구
현재 우솝의 거짓말들은 전부는 아니지만 모두 사실이 되어가고 있다. 그리고 이를 통해서 우솝은 저격섬 출신일수 있다는 예상과 연구가 나오고 있다.